# IC 4968
IC 4968 — галактика типу SBa (компактна витягнута галактика) у сузір'ї Павич.
Цей об'єкт міститься в оригінальній редакції індексного каталогу.